# Rockwell (Iowa)
Rockwell es una ciudad ubicada en el condado de Cerro Gordo en el estado estadounidense de Iowa. En el Censo de 2010 tenía una población de 1039 habitantes y una densidad poblacional de 134,48 personas por km².

## Geografía
Rockwell se encuentra ubicada en las coordenadas 42°58′48″N 93°11′14″O / 42.98000, -93.18722. Según la Oficina del Censo de los Estados Unidos, Rockwell tiene una superficie total de 7.73 km², de la cual 7.73 km² corresponden a tierra firme y (0%) 0 km² es agua.

## Demografía
Según el censo de 2010, había 1039 personas residiendo en Rockwell. La densidad de población era de 134,48 hab./km². De los 1039 habitantes, Rockwell estaba compuesto por el 98.56% blancos, el 0.1% eran afroamericanos, el 0% eran amerindios, el 0.1% eran asiáticos, el 0% eran isleños del Pacífico, el 0.1% eran de otras razas y el 1.15% pertenecían a dos o más razas. Del total de la población el 1.64% eran hispanos o latinos de cualquier raza.